# Rhizocarpon distinctum
Rhizocarpon distinctum är en lavart som beskrevs av Theodor 'Thore' Magnus Fries. Rhizocarpon distinctum ingår i släktet Rhizocarpon, och familjen Rhizocarpaceae. Arten är reproducerande i Sverige.